# James Deane (kierowca driftingowy)
Jeżeli edytujesz kod źródłowy, to aby uzyskać taki efekt: teoria, elektronem, Witolda Gombrowicza – twórz linki według składni: [[teoria]], [[elektron]]em, [[Witold Gombrowicz|Witolda Gombrowicza]].

James Deane (ur. 14 października 1991) – irlandzki zawodowy kierowca driftingowy. Jest trzykrotnym mistrzem Formula Drift, Drift Allstars i Drift Masters. Jest także zdobywcą wielu tytułów krajowych i europejskich.

## Kariera
Deane rozpoczął karierę jako kierowca driftingowy w 2006 roku, prowadząc Forda Sierra w Prodrift Junior Championship, zajmując trzecie miejsce na koniec sezonu. W 2007 roku Deane w wieku piętnastu lat wygrał swoje pierwsze w historii zawody w Prodrift series w Rosegreen, co jak się uważa, uczyniło go wówczas najmłodszym zwycięzcą profesjonalnych zawodów driftingowych na świecie. W następnym sezonie wygrał zarówno Irish series, jak i Prodrift European series, kwalifikując go do startu w Mistrzostwach Świata Red Bulla w Long Beach w Kalifornii. 
Deane wygrał Prodrift series w 2010 roku, biorąc jednocześnie udział w niektórych wydarzeniach Formula Drift. W następnym sezonie wygrał serię Drift Allstars, jeżdżąc dla zespołu Low Brain Drifters, stawając sześć razy na podium, w tym cztery zwyciężając. Wygrał Irish Drift Championship w 2013 i 2015 roku, a od 2014 do 2016 trzykrotnie wygrywał Drift Allstars. 
W październiku 2016 roku, po zdobyciu trzeciego tytułu Drift Allstars, ogłoszono, że Deane powróci do Formula Drift na cały sezon w 2017 roku. Deane miał prowadzić Nissana Silvię S15 z napędem Toyoty 2JZ dla Worthouse Drift Team wraz z kolegą z drużyny Piotrem Więckiem. Więcek prowadził identyczne S15, posiadające kierownicę po lewej stronie. Jego powrót do jazdy w Stanach Zjednoczonych był wielkim sukcesem, gdyż w 2017 roku udało mu się zdobyć mistrzostwo Formula Drift.
James obronił mistrzostwo Formula Drift w 2018, ponownie jeżdżąc dla zespołu Worthouse. To uczyniło go drugim kierowcą w historii Formula Drift, który wygrał mistrzostwo dwa razy z rzędu. Pierwszym był Tanner Foust.
Deane zajął pierwsze miejsce na Oman Oil Marketing International Drift Championship w 2019 roku, reprezentując Worthouse i Falken. Deane zdominował konkurencję pomimo problemu, jaki miał z powodu wady mechanizmu zębatkowego w zespole kierowniczym. Zwycięstwo w Oman Drift Championship dało Deanowi trzynasty tytuł mistrzowski w zawodowym drifcie.
Po pomyślnej obronie tytułu mistrzowskiego Formula Drift, James Deane powrócił na sezon 2019, który okazał się dla Deane’a najcięższym sezonem w Formule D od jego powrotu do serii w 2017 roku. 19 października 2019 r. Deane po raz trzeci z rzędu został mistrzem Formula Drift, co czyni go pierwszym kierowcą w historii Formula Drift, który zdobył mistrzostwo trzy razy z rzędu. Deane ma tyle samo tytułów mistrzowskich co Chris Forsberg i Fredric Aasbo, jednak oni nie zdobyli trzech mistrzostw z rzędu, co dało wielu powód do okrzyknięcia Jamesa Deane’a najlepszym drifterem na świecie.
W wyniku pandemii COVID-19 zespół Worthouse wycofał się z Formula Drift w 2020 roku. Jednocześnie poinformowali o zakończeniu współpracy z Jamesem Deanem.
3 marca 2021 roku Deane ogłosił, że w sezonie 2021 będzie brał udział w Russian Drift Series w barwach zespołu  AIMOL Drift Team. Jego kolegami z drużyny zostali Daigo Saito i Charles NG.
23 lutego 2023 r. Vaughn Gittin Jr. ogłosił, że w sezonie 2023 Deane będzie startował w Formula Drift jako członek zespołu RTR.

## Osiągnięcia w Formula Drift
- 1 z 3 kierowców, którym w kwalifikacjach udało się uzyskać wynik 100 punktów (Tanner Foust - Justin Pawlak - James Deane)
- 1 z 3 kierowców, którzy zdobyli 3 tytuły (Fredric Aasbo – James Deane – Chris Forsberg)
- Pierwszy i jedyny kierowca w historii FD, który zdobył 3 tytuły z rzędu.

## Zwycięstwa

### Zwycięstwa w Drift Masters
| #  | Runda                                      | Sezon | Samochód     |
| -- | ------------------------------------------ | ----- | ------------ |
| 1  | Runda 3, Stadion im. Kazimierza Górskiego  | 2016  | Nissan 180SX |
| 2  | Runda 9, Gdańsk                            | 2016  | Nissan 200SX |
| 3  | Runda 11, Stadion im. Kazimierza Górskiego | 2016  | Nissan 200SX |
| 4  | Runda 1, Stadion im. Kazimierza Górskiego  | 2017  | Nissan 200SX |
| 5  | Runda 3, Tor Wyścigowy Bikernieki          | 2018  | Nissan 200SX |
| 6  | Runda 4, MotoArena Toruń                   | 2018  | Nissan 200SX |
| 7  | Runda 5, Hockenheimring                    | 2018  | Nissan 200SX |
| 8  | Runda 6, Mondello Park                     | 2018  | Nissan 200SX |
| 9  | Runda 5, Ferropolis                        | 2019  | BMW E92      |
| 10 | King of Riga, tor wyścigowy Bikernieki     | 2020  | BMW E92      |

### Zwycięstwa w Formula Drift
| # | Runda | Sezon | Samochód   | Zespół               |
| - | ----- | ----- | ---------- | -------------------- |
| 1 | LBH   | 2017  | Nissan S15 | Worthouse Drift Team |
| 2 | ATL   | 2017  | Nissan S15 | Worthouse Drift Team |
| 3 | SEA   | 2017  | Nissan S15 | Worthouse Drift Team |
| 4 | TEX   | 2017  | Nissan S15 | Worthouse Drift Team |
| 5 | WNJ   | 2018  | Nissan S15 | Worthouse Drift Team |
| 6 | EVS   | 2018  | Nissan S15 | Worthouse Drift Team |
| 7 | WWT   | 2019  | Nissan S15 | Worthouse Drift Team |

## Starty

### Starty w Formula Drift
| Rok  | Zespół               | Samochód                  | 1    | 2   | 3   | 4   | 5    | 6    | 7    | 8   | Poz. | Pkt. |
| ---- | -------------------- | ------------------------- | ---- | --- | --- | --- | ---- | ---- | ---- | --- | ---- | ---- |
| 2010 | Falken Tire          | Nissan S15                | LBH  | ATL | WTS | EVS | LVS  | SON  | IRW  |     | 24   | 202  |
| 2010 | Falken Tire          | Nissan S15                | 61,5 | -   | -   | -   | 24,5 | 61,5 | 54,5 |     | 24   | 202  |
| 2017 | Worthouse Drift Team | Nissan S15                | LBH  | ORL | ATL | NJ  | CAN  | SEA  | TEX  | IRW | 1    | 651  |
| 2017 | Worthouse Drift Team | Nissan S15                | 1    | 9   | 1   | 5   | 3    | 1    | 1    | 3   | 1    | 651  |
| 2018 | Worthouse Drift Team | Nissan S15                | LBH  | ORL | ATL | WNJ | EVS  | GAT  | TEX  | IRW | 1    | 595  |
| 2018 | Worthouse Drift Team | Nissan S15                | 4    | 2   | 6   | 1   | 1    | 6    | 2    | 9   | 1    | 595  |
| 2019 | Worthouse Drift Team | Nissan S15                | LBH  | ORL | ATL | WNJ | EVS  | WWT  | TEX  | IRW | 1    | 565  |
| 2019 | Worthouse Drift Team | Nissan S15                | 6    | 11  | 3   | 3   | 2    | 1    | 2    | 3   | 1    | 565  |
| 2023 | RTR Motorsports      | Ford Mustang RTR Spec 5-D | LBH  | ATL | ORL | ENG | WWT  | EVS  | UTA  | IRW | 5    | 413  |
| 2023 | RTR Motorsports      | Ford Mustang RTR Spec 5-D | 6    | 7   | 7   | 4   | 18   | 3    | 9    | 3   | 5    | 413  |

## Rekord świata
14 grudnia 2014 r. Deane i jordański drifter Ahmad Daham ustanowili nowy rekord Guinnessa w najdłuższym na świecie drifcie w parze. Ich rekord wynosi 28,52 km.

## Historia numeru startowego 130
Popularny aktor z Los Angeles James Dean uwielbiał wyścigi, a jego Porsche „Little bastard” w którym zginął w wypadku samochodowym, jeździł z numerem 130.

## Życie osobiste
Deane jest w związku z Becky Evans, prezenterką motoryzacyjną i YouTuberką, która występuje w serialu Red Bulla „Drift Queen”.